# Haarle (Hellendoorn)
Haarle (Nedersaksisch: Hoarle) is een dorp in Salland, in het midden van de Nederlandse provincie Overijssel. Het hoort bij de gemeente Hellendoorn. Haarle telt ongeveer 2.100 inwoners (per 1 januari 2023). Het ligt ten zuiden van de N35 (Zwolle-Enschede), in westelijke richting op ongeveer 9 km afstand van Raalte en in oostelijke richting op ongeveer 5 km van Nijverdal.
In 1985 woonden er 2300 mensen in Haarle, de laatste jaren schommelt het aantal rond de 2200. Het Haarlese grondgebied beslaat 3590 hectare, wat ruim een kwart is van de oppervlakte van de Gemeente Hellendoorn. Iets meer dan de helft van de inwoners woont in de bebouwde kom, de overigen in het buitengebied.

## Geschiedenis
De plaatsnaam Haarle is een samenvoeging van "Haar" en "Le". "Haar" staat voor "lange hoogterug en "le" is een verzwakte vorm van "lo", een plantkundige aanduiding die duidt op "een bos met laag geboomte waarin stukken open weidegrond liggen".
Het oudst bekende document dat duidt op de aanwezigheid van een buurtschap Haarle dateert uit het jaar 1244. In dit document wordt melding gemaakt van het erf Smethinc oftewel Smeenk. De katholieke kerk van het dorp staat precies tussen de beide groepen oude boerderijen in. In de loop van tweehonderd jaar is om de kerk de rest van het dorp gebouwd.
Ten zuiden van Haarle bevindt zich het natuurgebied de Sprengenberg, waarop in 1903 de gelijknamige villa van de Almelose textielfabrikant Van Wulfften Palthe werd gebouwd, in de volksmond de Palthetoren.
Ten noorden van Haarle loopt de spoorlijn Zwolle - Almelo. Aan deze lijn had Haarle een eigen stopplaats  van 1881 tot in de 20e eeuw.